# Копачени (Бихор)
Копачени (рум. Copăceni) насеље је у Румунији у округу Бихор у општини Самбата. Oпштина се налази на надморској висини од 142 m.

## Становништво
Према подацима из 2002. године у насељу је живело 175 становника, од којих су сви румунске националности.